# Râul Românești, Bahlui
Râul Românești este un curs de apă, afluent al râului Bahlui.